# 鋸棘尖牙鱸
鋸棘尖牙鱸（学名：Synagrops serratospinosus），又名深水天竺鯛、深水大面側仔，为輻鰭魚綱鱸形目鱸亞目發光鯛科尖牙鱸屬下的一个种，深度116-511公尺，分布於西太平洋日本駿河灣至菲律賓海域，體長可達8.1公分，棲息在底層水域，生活習性不明。

## 扩展阅读
- 維基物種上的相關：鋸棘尖牙鱸